# ألان لوبيز
ألان لوبيز (بالإسبانية: Alan López)‏ هو لاعب كرة قدم مكسيكي، ولد في 21 يونيو 1990 في غوادالاخارا في المكسيك. لعب مع نادي أطلس.

## وصلات خارجية
- ألان لوبيز على موقع قاعدة بيانات كرة القدم.إي يو (الإنجليزية)
- ألان لوبيز على موقع Soccerway.com (الإنجليزية)
- ألان لوبيز على موقع AS.com (الإسبانية)